# ويليام غراهام (لاعب كريكت)
ويليام غراهام (25 ديسمبر 1881 في نيوزيلندا - 28 يوليو 1961) (بالإنجليزية: William Graham)‏ هو لاعب كريكت نيوزلندي.

## وصلات خارجية
- ويليام غراهام على موقع إي آس بي آن كريك إنفو (الإنجليزية)